# Vejrø (Smålandsfarvandet)
 For alternative betydninger, se Vejrø. (Se også artikler, som begynder med Vejrø)
Vejrø er en ø i Smålandsfarvandet 9 km nord for Lolland. Den består af frugtbart moræneler som når sin største højde på 5 m.o.h. i nordøst. Vejrø er med sine godt 1,5 km² en af Danmarks mindre øer.
Vejrø er 2,7 km lang og 700 m bred, omkranset af en vekslende sandstrand.
I 1925 boede her 76 mennesker, og øen havde bl.a. skole, købmand og mejeri. I 1960'erne affolkedes øen. I 2012 opførte øens ejer Kim Fournais, direktør i Saxo Bank, et hotel med økologisk landbrug og egen elforsyning. Der er fri adgang til lystbådehavnen, kirkegården og stranden.
På øen findes der udover det sekskantede fyr otte huse, der alle bærer deres historiske navn, opkaldt efter tidligere beboere eller deres oprindelige funktion. F.eks. Blæsenborg, fyrassistent Skrivers Hus eller Den Gamle Skole.
På Vejrø findes en lystbådehavn med 85 bådpladser.
100 ha af øens samlede areal på 155 ha er økologisk landbrug, hvor der dyrkes forskellige slags grøntsager, krydderurter og frugt. Øen er selvforsynende og produkterne sælges fra øens gårdbutik, der ligger i øens hovedhus Skipperly.
På markerne dyrkes korn og græs, som foder besætningen af frilands køer, grise, får og høns, der bl.a. omfatter Såne-får og Duroc-grise. Øen har et rigt dyreliv.
- Areal: 1,57 km²
- Fastboende indbyggere: 4 (2015)[2]